# Císařský Hamr

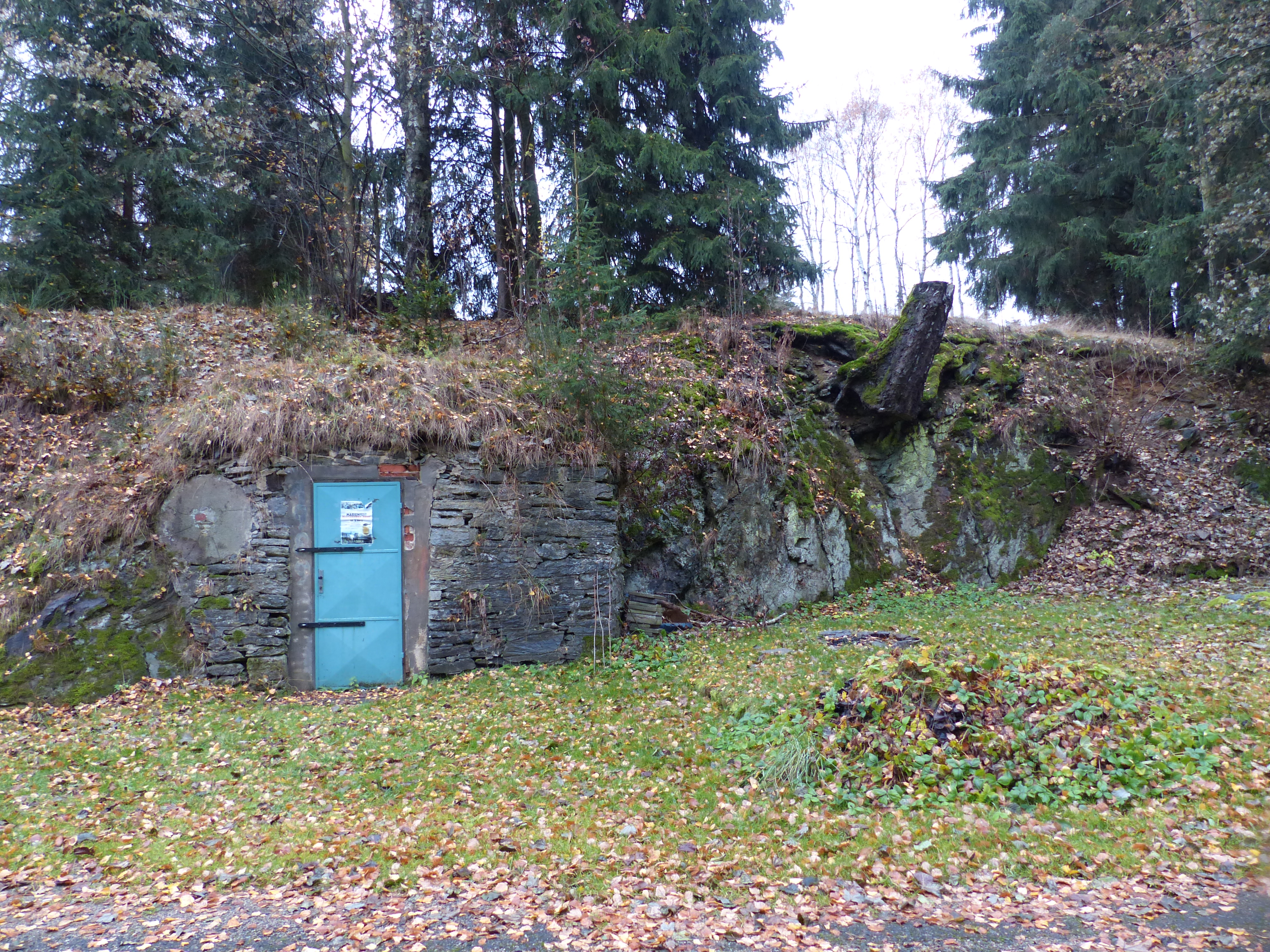
Ehemalige Dolní mlýn

Císařský Hamr (deutsch Kaiserhammer) ist eine Wüstung in Tschechien. Sie liegt 500 m südöstlich des Dreiländerecks Böhmen-Sachsen-Bayern in der Gemarkung Trojmezí (Gottmannsgrün) der Stadt Hranice (Roßbach) im Okres Cheb. Der Kaiserhammerzipfel bildet den nordwestlichsten Ausläufer des Ascher Zipfels.

## Geographie
Císařský Hamr befand sich am südlichen Fuße des Hammerberges in 540 m n.m. unterhalb der Einmündung der Bystřina (Wolfsbach) am rechten Ufer des Grenzbaches Rokytnice/Südliche Regnitz im böhmischen Vogtland. Durch den Weiler verlief parallel zur Rokytnice, der von der Bystřina abgeleitete und ebenfalls als Bystřina bezeichnete Mühlgraben. Císařský Hamr liegt auf dem Gebiet des Naturparks Smrčiny und des Naturreservats Bystřina. 
Nachbarorte waren Kugelreuth und Tiefenbrunn im Norden, Pabstleithen im Nordosten, Trojmezí im Osten, Kozí Hřbety, Nové Město, Schelder und Schanz im Südosten, Kirchbrünnlein, Hammerwiesen und Oberprex im Süden, Prex im Südwesten, Förtschenbach, Henriettenlust und Trogenau im Westen sowie Nentschau, Mittelhammer und Wieden im Nordwesten.

## Geschichte
Die erste schriftliche Erwähnung des Oberen Hammers erfolgte im Jahre 1396. Zu Beginn des 15. Jahrhunderts ließ die Herrschaft Neuberg auf ihrem Gebiet an der Regnitz und dem Wolfsbach auch Mühlen anlegen. Der Kaiserhammer lässt sich seit 1710 nachweisen, benannt wurde er wahrscheinlich nach einem Besitzer. Im 18. Jahrhundert stellten beide Hammerwerke den Betrieb ein und wurden zu Mühlen umgebaut; an der Stelle des Kaiserhammers entstand die spätere Hofmannsmühle. In der Unteren Mühle wurde zeitweilig eine Farbmühle betrieben, in der Oberen Mühle ließ ein Roßbacher Unternehmer Leonische Gespinste produzieren. Insgesamt blieb der sich nordwestlich an den Ascher Zipfel zwischen baierischen und sächsischen Gebieten anschließende Kaiserhammerzipfel nur schwach besiedelt. Hauptort war die Einschicht Kaiserhammer; nordwestlich lag am Dreikönigreicheck die Untermühle (Dolní mlýn) und nordöstlich im Grund des Wolfsbaches die Obermühle (Horní mlýn). Der Weiler an der Grenze zum Markgraftum Bayreuth war nach Gottmannsgrün inskribiert und seit eh und je nach Regnitzlosau eingepfarrt. Durch Kaiserhammer führte die Handelsstraße von Hof nach Roßbach; sie wurde 1836 als k.k. Zollstraße definiert und in Kaiserhammer ein Ansageposten eingesetzt.
Im Jahre 1845 beschrieb Johann Gottfried Sommer die zu Gottmannsgrün gehörigen drei Einschichten an der Regnitz als die drei Hammermühlen: genannt wurden dabei die untere Mühle, die mittlere Mühle mit einer Brettsäge und die obere Mühle. 1849 wurde die Zollstraße über Kaiserhammer und damit auch der Ansageposten aufgehoben. Fortan durften nur noch Grenzbewohner, die Waren des täglichen Bedarfs mitführten, die Straße benutzen. Bis zur Mitte des 19. Jahrhunderts blieb die Siedlung der Herrschaft Asch untertänig.
Nach der Aufhebung der Patrimonialherrschaften bildete Kaiserhammer einen Ortsteil der Gemeinde Gottmannsgrün im Gerichtsbezirk Asch. Ab 1868 gehörte die Siedlung zum Bezirk Asch. Nach der Gründung der Tschechoslowakei wurde die Ortschaft Kaisermühle stark von deutschen Tagesausflüglern aufgesucht, die in den beiden Gastwirtschaften, dem Gasthaus Jacob bzw. Drei-Länder-Ecke Nr. 23/24 an der Grenze oder dem Gasthaus Hofmannsmühle (Nr. 27) einkehrten. In den 1930er Jahren bestand der Ortsteil Kaiserhammer aus acht Häusern und hatte ca. 50 Einwohner. 1937 wurde Kaiserhammer einschließlich Obermühle und Untermühle von der Pfarrei Regnitzlosau in Bayern abgetrennt und zur Pfarrei Roßbach umgepfarrt. Nach dem Münchner Abkommen wurde die Siedlung 1938 dem deutschen Landkreis Asch zugeschlagen. Der Grenzübergang wurde nach dem Zweiten Weltkrieg geschlossen und die deutsche Bevölkerung 1946 vertrieben. Im selben Jahre erfolgte die Sprengung der Grenzbrücke am Weg nach Prex; Dolní mlýn wurde durch Brandstiftung vernichtet. Mit der Errichtung des Eisernen Vorhangs wurde der grenznahe Ort nach 1948 gänzlich aufgegeben und in den 1950er Jahren zerstört.
Durch Císařský Hamr führt heute ein Wanderweg von Trojmezí zum Dreiländereck.

## Sehenswürdigkeiten
- Steinkreuz, am Abzweig des ehemaligen Weges nach Prex und Nentschau[4]